# Chimarra nemet
Chimarra nemet är en nattsländeart som beskrevs av Malicky 1993. Chimarra nemet ingår i släktet Chimarra och familjen stengömmenattsländor. Inga underarter finns listade i Catalogue of Life.